# Guillena
Guillena és una localitat de la província de Sevilla, Andalusia, Espanya. La seva extensió superficial és de 227 km² i l'any 2005 tenia 9.035 habitants, cosa que representava una densitat de 40,0 hab/km². Les seves coordenades geogràfiques són 37° 32′ N, 6° 03′ O. Està situada a una altitud de 28 metres i a 21 kilòmetres de la capital de la província, Sevilla. Municipi i vila situada a l'antiga calçada romana Via de la Plata, està regada pels cursos de les Riveras de Huelva i Cala, amb els embassaments de La Minilla, Gergal i Guillena.
El terme de Guillena posseeix 25 km de nord a sud i 12 d'est a oest (en total 227 km²), estenent-se des dels primers contraforts de Sierra Morena fins al marge dret del Guadalquivir. Limita al nord amb El Ronquillo i Castilblanco de los Arroyos; al sud amb Salteras i La Algaba; a l'est amb Burguillos i Alcalá del Río; i a l'oest amb Gerena, El Garrobo i El Castillo de las Guardas.
| 1996  | 1998  | 1999  | 2000  | 2001  | 2002  | 2003  | 2004  | 2005  | 2006  |
| ----- | ----- | ----- | ----- | ----- | ----- | ----- | ----- | ----- | ----- |
| 8.281 | 8.257 | 8.286 | 8.406 | 8.478 | 8.449 | 8.615 | 8.760 | 9.035 | 9.318 |